# Championnat de Tchéquie de football 2022-2023
Navigation
Édition précédente Édition suivante
La První Liga 2022-2023, nommée Fortuna Liga pour des raisons de parrainage, est la 30e édition du championnat de Tchéquie de football.
Le Sparta Prague est sacré champion de Tchéquie, s'assurant le titre lors de l'avant-dernière journée.

## Format
Le format est le même que la saison précédente.
Après la saison régulière, soit la trentième journée, le championnat est scindé en trois groupes :
- La poule championnat, qui réunit les six premiers de la saison régulière. L'intégralité des points obtenus sont conservés et elle prend la forme d'un mini-championnat où chaque équipe s'affronte à une reprise pour un total de cinq rencontres. À l'issue de ces rencontres, le premier du groupe est désigné champion national et se qualifie pour le deuxième tour de qualification de la Ligue des champions 2023-2024. Le deuxième et le troisième obtiennent une place pour le deuxième tour de qualification de la Ligue Europa Conférence 2023-2024. Le vainqueur de la Coupe de Tchéquie joue quant à lui le troisième tour de qualification de la Ligue Europa 2023-2024.
- Les barrages européens sont remplacés par une poule de qualification, qui voient les quatre équipes classées entre la septième et la dixième place s'affronter deux-à-deux sous forme de confrontations en deux manches, dont le vainqueur bénéficie d'une qualification directe au troisième tour de la Coupe de Tchéquie de la prochaine saison.
- La poule relégation se passe de manière similaire à la poule championnat, réunissant cette fois les six dernières équipes de la saison régulière qui s'affrontent à une reprise pour un total de cinq matchs joués pour chaque. À l'issue de ces rencontres, le dernier de la poule est directement relégué en deuxième division, tandis que le 14e et le 15e disputent les barrages de maintien/relégation.

## Participants
| \| Bohemians Jablonec Brno M. Boleslav Slavia Slovácko Liberec Sparta Teplice Plzeň Králové Zlín Olomouc Ostrava České Budějovice Pardubice \| Localisation des clubs. |
| Bohemians Jablonec Brno M. Boleslav Slavia Slovácko Liberec Sparta Teplice Plzeň Králové Zlín Olomouc Ostrava České Budějovice Pardubice                               |

Légende des couleurs
- Deuxième tour de qualification de la Ligue des champions 2022-2023
- Troisième tour de qualification de la Ligue Europa 2022-2023
- Deuxième tour de qualification de la Ligue Europa Conférence 2022-2023
- Promu de Druhá Liga 2021-2022

| Club                    | Se maintient depuis | Classement 2021-2022 | Stade                            | Capacité théorique |
| ----------------------- | ------------------- | -------------------- | -------------------------------- | ------------------ |
| FC Viktoria Plzeň       | 2005                | 1er                  | Doosan Arena                     | 11 722             |
| SK Slavia Prague        | 1993                | 2e                   | Eden Aréna                       | 20 800             |
| AC Sparta Prague        | 1993                | 3e                   | Generali Arena                   | 19 416             |
| FC Slovácko             | 2009                | 4e                   | Stade municipal                  | 8 121              |
| Baník Ostrava           | 2017                | 5e                   | Stade municipal                  | 15 123             |
| FC Hradec Králové       | 2021                | 6e                   | Všesportovní stadion             | 7 222              |
| Mladá Boleslav          | 2004                | 7e                   | Stade municipal                  | 5 000              |
| Slovan Liberec          | 1993                | 8e                   | Stadion u Nisy                   | 9 900              |
| Sigma Olomouc           | 2017                | 9e                   | Stade Andrův                     | 12 560             |
| Dynamo České Budějovice | 2019                | 10e                  | Stadion Střelecký ostrov         | 6 681              |
| FK Pardubice            | 2020                | 11e                  | Pod Vinicí                       | 3 000              |
| Fastav Zlín             | 2015                | 12e                  | Letná Stadion                    | 6 375              |
| FK Jablonec             | 1994                | 13e                  | Stadion Střelnice                | 6 280              |
| Bohemians 1905          | 2013                | 14e                  | Stade Ďolíček                    | 5 000              |
| FK Teplice              | 1996                | 15e                  | Na Stínadlech                    | 18 221             |
| FC Zbrojovka Brno       | 2022                | 1er (D2)             | Městský Fotbalový Stadion Srbská | 12 550             |

1. 1 2 3  On ne peut pas exactement parler de promotion pour ces clubs puisqu'ils ont directement rejoint le championnat dès sa date de création en 1993. Depuis cette date, ils n'ont jamais connu de relégation.

## Compétition

### Règlement
Le classement est établi sur le barème de points classique, une victoire valant trois points, un match nul un seul et une défaite aucun.
En cas d'égalité de points, les équipes concernées sont départagées dans un premier temps par le nombre de points dans la première phase, puis sur la base des résultats en confrontations directes (points, différence de buts et buts marqués), puis de la différence de buts générale, du nombre de buts marqués et enfin du classement au fair-play (le nombre de cartons obtenus au cours de la saison). Si l'égalité persiste après application de ces critères, les équipes concernées sont alors départagées par tirage au sort.

### Classement
| Rang | Équipe                     | Pts | J  | G  | N  | P  | Bp | Bc | Diff |
| ---- | -------------------------- | --- | -- | -- | -- | -- | -- | -- | ---- |
| 1    | AC Sparta Prague           | 68  | 30 | 20 | 8  | 2  | 70 | 29 | +41  |
| 2    | SK Slavia Prague           | 66  | 30 | 20 | 6  | 4  | 81 | 25 | +56  |
| 3    | FC Viktoria Plzeň T        | 57  | 30 | 17 | 6  | 7  | 55 | 29 | +26  |
| 4    | Bohemians 1905             | 48  | 30 | 14 | 6  | 10 | 53 | 49 | +4   |
| 5    | FC Slovácko                | 46  | 30 | 13 | 7  | 10 | 36 | 38 | -2   |
| 6    | SK Sigma Olomouc           | 41  | 30 | 10 | 11 | 9  | 45 | 40 | +5   |
| 7    | FC Slovan Liberec          | 38  | 30 | 10 | 8  | 12 | 39 | 43 | -4   |
| 8    | FC Hradec Králové          | 38  | 30 | 11 | 5  | 14 | 34 | 40 | -6   |
| 9    | FK Mladá Boleslav          | 37  | 30 | 9  | 10 | 11 | 39 | 42 | -3   |
| 10   | SK Dynamo České Budějovice | 35  | 30 | 10 | 5  | 15 | 35 | 54 | -19  |
| 11   | FK Jablonec                | 35  | 30 | 9  | 8  | 13 | 46 | 57 | -11  |
| 12   | FC Baník Ostrava           | 35  | 30 | 9  | 8  | 13 | 43 | 42 | +1   |
| 13   | FK Teplice                 | 32  | 30 | 8  | 8  | 14 | 38 | 63 | -25  |
| 14   | FC Zbrojovka Brno P        | 31  | 30 | 8  | 7  | 15 | 40 | 56 | -16  |
| 15   | FK Pardubice               | 28  | 30 | 8  | 4  | 18 | 29 | 58 | -29  |
| 16   | FC Trinity Zlín            | 26  | 30 | 5  | 11 | 14 | 37 | 55 | -18  |

Qualifications
- 1er et 6e : Groupe championnat
- 7e au 10e : playoffs
- 11e et 16e : Groupe relégation

Abréviations

### Résultats
| Résultats (▼dom., ►ext.)                                   | BOH | BRN | CBU | HKR | JAB | LIB | MLA | OLO | OST | PAR | PLZ | SLA | SLO | SPA | TEP | ZLI |
| Bohemians 1905                                             |     | 1-1 | 1-2 | 1-2 | 4-1 | 0-2 | 4-0 | 1-1 | 3-3 | 2-0 | 1-1 | 1-4 | 1-0 | 2-6 | 2-0 | 3-2 |
| FC Zbrojovka Brno                                          | 1-2 |     | 1-1 | 1-2 | 1-2 | 3-0 | 3-1 | 2-3 | 2-1 | 2-1 | 1-3 | 0-4 | 2-2 | 0-4 | 2-2 | 1-1 |
| Dynamo České Budějovice                                    | 1-0 | 3-2 |     | 0-3 | 5-1 | 0-2 | 0-2 | 0-3 | 2-1 | 3-1 | 0-1 | 1-0 | 2-2 | 0-2 | 0-3 | 2-2 |
| FC Hradec Králové                                          | 0-2 | 2-1 | 2-1 |     | 1-4 | 1-2 | 0-1 | 1-0 | 0-0 | 1-3 | 1-2 | 1-0 | 1-2 | 0-2 | 4-1 | 0-0 |
| FK Jablonec                                                | 0-3 | 3-1 | 3-0 | 3-0 |     | 1-1 | 1-2 | 2-2 | 1-1 | 1-0 | 0-3 | 2-3 | 1-1 | 1-1 | 4-1 | 2-2 |
| FC Slovan Liberec                                          | 1-3 | 3-1 | 1-1 | 2-0 | 2-0 |     | 1-3 | 2-2 | 0-0 | 1-1 | 0-1 | 2-2 | 0-1 | 1-3 | 5-1 | 2-1 |
| FK Mladá Boleslav                                          | 4-3 | 0-0 | 2-2 | 1-2 | 2-2 | 4-0 |     | 1-1 | 1-0 | 0-1 | 0-0 | 1-1 | 1-1 | 1-3 | 3-0 | 1-1 |
| SK Sigma Olomouc                                           | 2-2 | 0-2 | 3-0 | 2-2 | 3-0 | 1-1 | 2-0 |     | 1-4 | 2-2 | 2-3 | 2-0 | 1-2 | 1-1 | 1-2 | 2-1 |
| FC Baník Ostrava                                           | 4-1 | 1-2 | 1-2 | 0-2 | 1-2 | 0-0 | 3-1 | 0-3 |     | 3-0 | 2-1 | 0-2 | 3-1 | 0-3 | 1-2 | 3-1 |
| FK Pardubice                                               | 0-1 | 1-3 | 0-2 | 1-0 | 1-0 | 2-1 | 0-3 | 0-2 | 1-1 |     | 1-1 | 0-2 | 3-1 | 0-2 | 3-1 | 2-1 |
| FC Viktoria Plzeň                                          | 1-2 | 4-0 | 2-1 | 1-2 | 3-2 | 2-1 | 2-0 | 3-1 | 1-1 | 2-1 |     | 3-0 | 3-0 | 0-1 | 1-1 | 4-0 |
| SK Slavia Prague                                           | 3-0 | 2-0 | 6-1 | 1-1 | 5-1 | 3-0 | 2-1 | 4-0 | 3-1 | 7-0 | 2-1 |     | 2-0 | 4-0 | 6-0 | 4-1 |
| FC Slovácko                                                | 2-4 | 1-0 | 1-0 | 1-0 | 0-2 | 1-2 | 2-1 | 0-0 | 0-1 | 1-0 | 2-0 | 1-1 |     | 1-1 | 2-1 | 3-0 |
| AC Sparta Prague                                           | 1-1 | 3-1 | 1-0 | 2-1 | 3-0 | 1-2 | 4-1 | 2-0 | 1-1 | 5-2 | 2-1 | 3-3 | 4-0 |     | 4-1 | 0-0 |
| FK Teplice                                                 | 0-1 | 1-1 | 0-2 | 1-0 | 3-2 | 2-1 | 1-1 | 2-1 | 0-5 | 5-1 | 2-2 | 1-1 | 1-3 | 2-2 |     | 0-0 |
| FC Trinity Zlín                                            | 4-1 | 2-3 | 5-1 | 2-2 | 2-2 | 2-1 | 0-0 | 0-1 | 1-1 | 2-1 | 0-3 | 0-4 | 0-2 | 2-3 | 2-1 |     |
| - Victoire à domicile - Match nul - Victoire à l'extérieur |     |     |     |     |     |     |     |     |     |     |     |     |     |     |     |     |

### Groupe championnat
| Rang | Équipe              | Pts | J  | G  | N  | P  | Bp | Bc | Diff |
| ---- | ------------------- | --- | -- | -- | -- | -- | -- | -- | ---- |
| 1    | AC Sparta Prague    | 78  | 35 | 23 | 9  | 3  | 76 | 33 | +43  |
| 2    | SK Slavia Prague C  | 78  | 35 | 24 | 6  | 5  | 98 | 31 | +67  |
| 3    | FC Viktoria Plzeň T | 61  | 35 | 18 | 7  | 10 | 60 | 38 | +22  |
| 4    | Bohemians 1905      | 52  | 35 | 15 | 7  | 13 | 56 | 58 | -2   |
| 5    | FC Slovácko         | 50  | 35 | 13 | 11 | 11 | 40 | 46 | -6   |
| 6    | SK Sigma Olomouc    | 48  | 35 | 12 | 12 | 11 | 53 | 47 | +6   |

Qualifications européennes
Ligue des champions 2023-2024
- 1er : troisième tour de qualification

Ligue Europa 2023-2024
- C : troisième tour de qualification

Ligue Europa Conférence 2023-2024
- 3e et 4e : deuxième tour de qualification

Abréviations
| Résultats (▼dom., ►ext.)                                   | BOH | SPA | SLA | PLZ | SLO | OLO |
| Bohemians 1905                                             |     |     |     |     | 0-0 | 0-1 |
| AC Sparta Prague                                           | 2-1 |     | 3-2 | 0-1 |     |     |
| SK Slavia Prague                                           | 6-0 |     |     | 2-1 | 4-0 |     |
| FC Viktoria Plzeň                                          | 0-2 |     |     |     | 2-2 | 1-3 |
| 1. FC Slovácko                                             |     | 0-0 |     |     |     | 2-2 |
| SK Sigma Olomouc                                           |     | 0-1 | 2-3 |     |     |     |
| - Victoire à domicile - Match nul - Victoire à l'extérieur |     |     |     |     |     |     |

### Playoffs
Les clubs classés de la 7e à la 10e place se rencontrent dans un tournoi à élimination directe, le vainqueur obtient une entrée retardée dans la Coupe de Tchéquie 2023-2024.
|  | Demi-finales               | Demi-finales               | Demi-finales      | Demi-finales      |                   |                   | Finale | Finale | Finale | Finale |
|  |                            |                            |                   |                   |                   |                   |        |        |        |        |
|  |                            |                            |                   |                   |                   |                   |        |        |        |        |
|  | FK Mladá Boleslav          | FK Mladá Boleslav          | 0                 | 0                 |                   |                   |        |        |        |        |
|  | FK Mladá Boleslav          | FK Mladá Boleslav          | 0                 | 0                 |                   |                   |        |        |        |        |
|  | FC Hradec Králové          | FC Hradec Králové          | 0                 | 2                 |                   |                   |        |        |        |        |
|  | FC Hradec Králové          | FC Hradec Králové          | 0                 | 2                 | FC Hradec Králové | FC Hradec Králové | 0      | 3      |        |        |
|  |                            |                            |                   |                   | FC Hradec Králové | FC Hradec Králové | 0      | 3      |        |        |
|  |                            |                            | FC Slovan Liberec | FC Slovan Liberec | 4                 | 2                 |        |        |        |        |
|  | SK Dynamo České Budějovice | SK Dynamo České Budějovice | FC Slovan Liberec | FC Slovan Liberec | 4                 | 2                 | 3      | 0      |        |        |
|  | SK Dynamo České Budějovice | SK Dynamo České Budějovice |                   |                   |                   |                   |        | 0      |        |        |
|  | FC Slovan Liberec          | FC Slovan Liberec          | 2                 | 4                 |                   |                   |        |        |        |        |
|  | FC Slovan Liberec          | FC Slovan Liberec          | 2                 | 4                 |                   |                   |        |        |        |        |

### Groupe relégation
| Rang | Équipe              | Pts | J  | G  | N  | P  | Bp | Bc | Diff |
| ---- | ------------------- | --- | -- | -- | -- | -- | -- | -- | ---- |
| 11   | FC Baník Ostrava    | 42  | 35 | 11 | 9  | 15 | 53 | 50 | +3   |
| 12   | FK Teplice          | 42  | 35 | 11 | 9  | 15 | 45 | 67 | -22  |
| 13   | FK Jablonec         | 40  | 35 | 10 | 10 | 15 | 49 | 63 | -14  |
| 14   | FK Pardubice        | 37  | 35 | 11 | 4  | 20 | 38 | 63 | -25  |
| 15   | FC Trinity Zlín     | 34  | 35 | 7  | 13 | 15 | 43 | 50 | -7   |
| 16   | FC Zbrojovka Brno P | 33  | 35 | 8  | 9  | 18 | 41 | 64 | -23  |

Relégation en Druhá Liga 2022-2023
- 14e et 15e : barrages de relégation
- 16e : relégation

Abréviations
| Résultats (▼dom., ►ext.)                                   | OST | JAB | TEP | BRN | PAR | ZLI |
| FC Baník Ostrava                                           |     |     | 2-1 | 4-0 | 2-4 |     |
| FK Jablonec                                                | 1-1 |     | 0-2 | 1-0 |     |     |
| FK Teplice                                                 |     |     |     | 1-1 | 1-0 | 2-1 |
| FC Zbrojovka Brno                                          |     |     |     |     | 0-2 | 0-0 |
| FK Pardubice                                               |     | 2-0 |     |     |     | 1-2 |
| FC Trinity Zlín                                            | 2-1 | 1-1 |     |     |     |     |
| - Victoire à domicile - Match nul - Victoire à l'extérieur |     |     |     |     |     |     |

### Barrages de relégation
Le quatorzième et le quinzième du championnat affrontent respectivement le troisième et le deuxième de la deuxième division à la fin de la saison dans le cadre d'un barrage aller-retour.
| Équipe               | Aller | Total | Retour | Équipe            |
| -------------------- | ----- | ----- | ------ | ----------------- |
| 1. FK Příbram (D2)   | 0 - 2 | 0 - 2 | 0 - 0  | (D1) FK Pardubice |
| FC Trinity Zlín (D1) | 1 - 0 | 1 - 0 | 0 - 0  | (D2) MFK Vyškov   |

Légende des couleurs
- Le club se maintient en première division.
- Le club reste en deuxième division.

## Bilan de la saison
| Championnat de Tchéquie de football 2022-2023 |                              |
| Champion                                      | AC Sparta Prague (12e titre) |
| Dauphin                                       | SK Slavia Prague             |
| Coupes et trophées                            |                              |
| Vainqueur de la Coupe de Tchéquie 2022-2023   | SK Slavia Prague             |
| Qualifications continentales                  |                              |
| Ligue des champions 2023-2024                 | AC Sparta Prague             |
| Ligue Europa 2023-2024                        | SK Slavia Prague             |
| Ligue Europa Conférence 2023-2024             | FC Viktoria Plzeň            |
| Ligue Europa Conférence 2023-2024             | Bohemians 1905               |
| Promotions et relégations                     |                              |
| Promus en První Liga                          | MFK Karviná                  |
| Relégués en Druhá Liga                        | FC Zbrojovka Brno            |